# Chongqing Corporate Avenue 1
El Chongqing Corporate Avenue 1 es un rascacielos en construcción en Chongqing, China. Tendrá una altura de 458 m y 98 plantas. Su construcción se inició a principios de 2012 y se espera que finalice en el 2025, tras varios años con la construcción parada. Al finalizar su construcción se convertirá en el rascacielos más alto de Chongqing y en el 10º más alto de China.